# 田义祥
田义祥（1961年6月—），天津蓟州人，中国人民武装警察部队中将，中共二十大代表丶第十四屆全國人大代表。

## 生平
田义祥曾任中国人民解放军总参谋部作战部应急办公室主任。任内曾在2008年汶川大地震期间兼任军队处置突发事件领导小组办公室负责人，在2008年北京奥运会期间担任北京奥运安保协调小组军队工作部部长。2011年任国家国防动员委员会综合办公室专职副主任。2013年任中国人民解放军总参谋部动员部副部长。2016年1月任中央军委办公厅副主任。2018年5月，出任中央军委审计署审计长。2020年4月改任武警部队纪委书记。
2012年7月晋升少将军衔。2020年4月晋升中将警衔。